# Wierzbownica błotna
Wierzbownica błotna (Epilobium palustre L.) – gatunek rośliny z rodziny wiesiołkowatych (Onagraceae). Występuje w Azji, Ameryce Północnej i w Europie. W Polsce pospolity na całym niżu i w niższych położeniach górskich.

## Morfologia

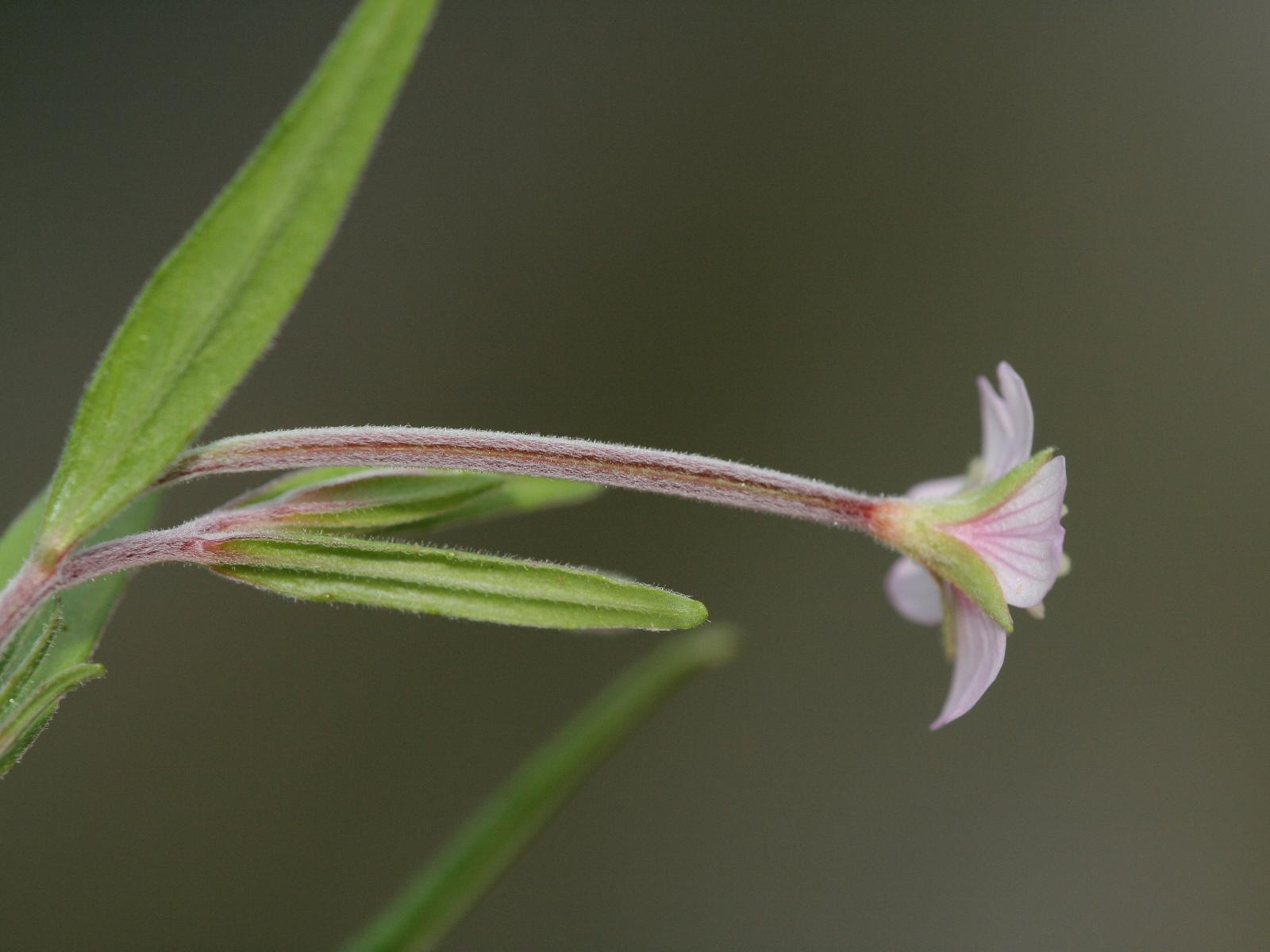
Kwiat z boku

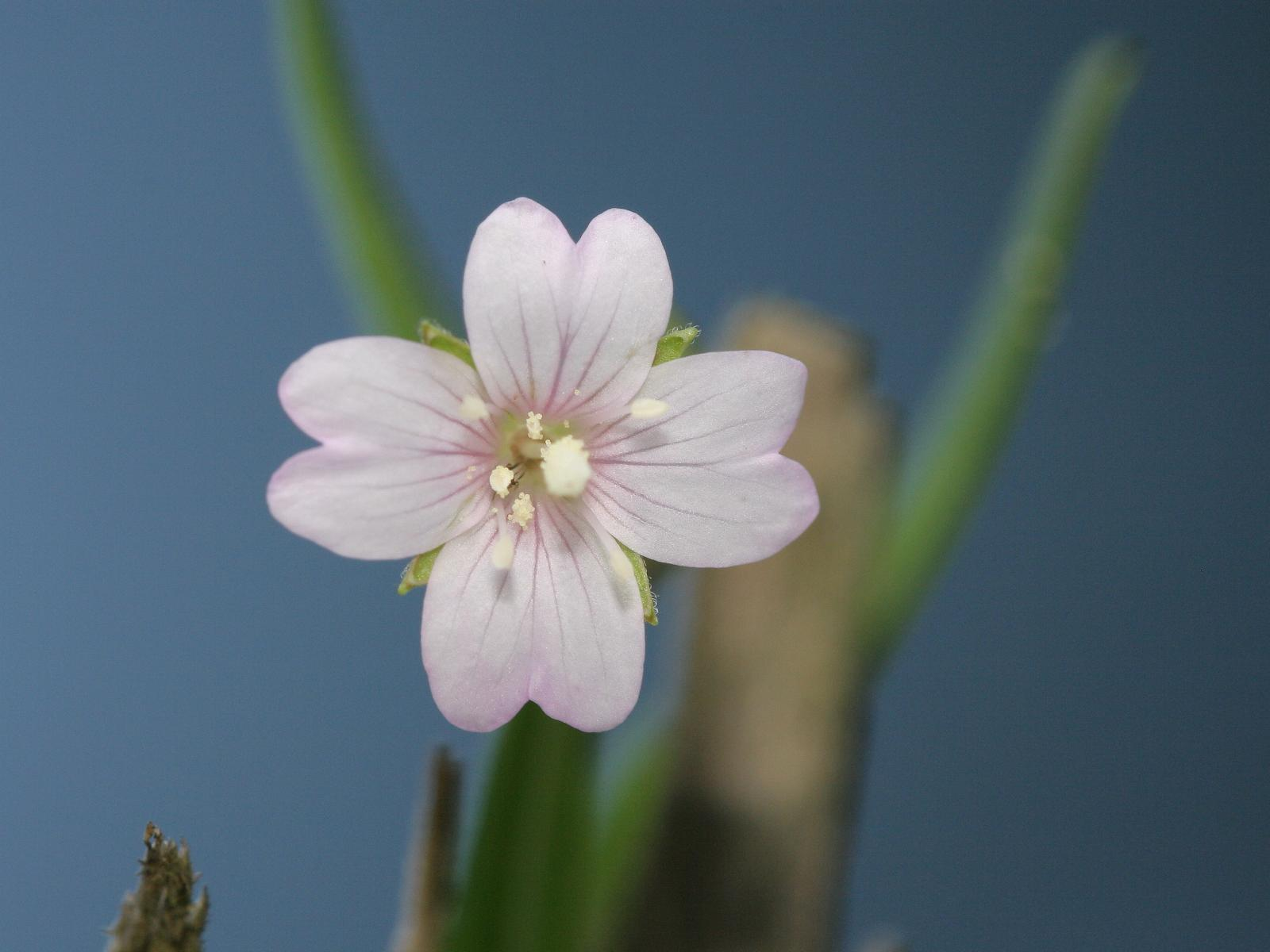
Kwiat z góry

PokrójRoślina wieloletnia z podziemnym, rozgałęzionym rozłogami.
ŁodygaPojedyncza lub rozgałęziona, obła o wysokości od (5)10–70 cm.
Liścierównowąskolancetowate, naprzeciwległe, całobrzegie lub odległe i niewyraźnie ząbkowane, o brzegach podwiniętych.
KwiatyDrobne, różowe do ciemnoróżowych, zebrane w szczytowe grono; płatki długości 5–9 mm, głęboko sercowato wycięte na szczycie.
OwoceTorebka zawierająca dużą ilość niełupek zaopatrzonych w aparat lotny w postaci pęczka jedwabistych szczecinek zapewniających wiatrosiewność.
KorzenieKrótkie, nitkowate rozłogi podziemne z wydłużonymi międzywęźlami pokrytymi łuskowatymi liśćmi; na końcu rozłogów tworzą się jesienią rozmnóżki.

## Biologia i ekologia

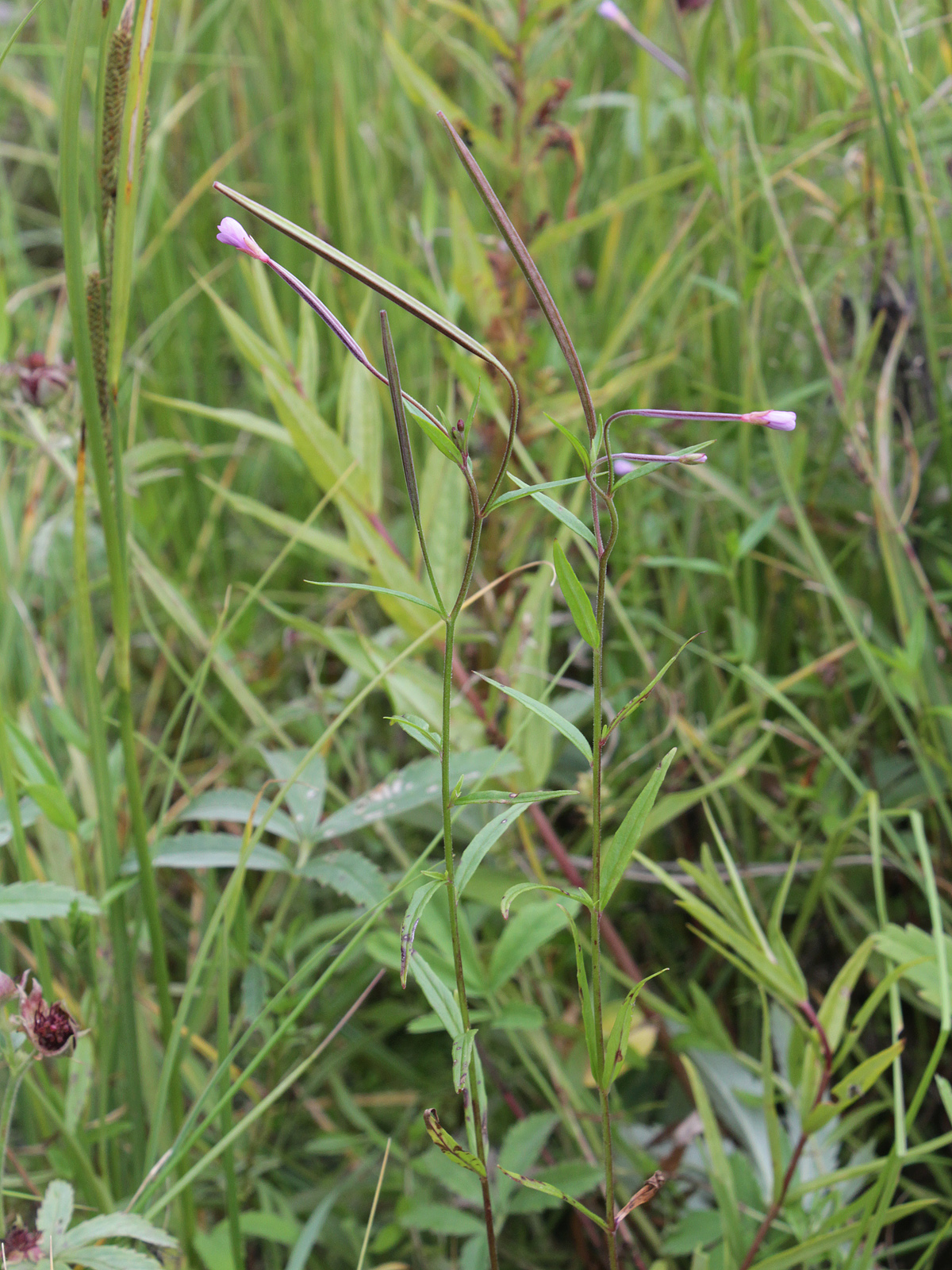
Wierzbownica błotna w siedlisku

Bylina, hemikryptofit. Gatunek wilgociolubny, rośnie w rowach, na podmokłych łąkach, torfowiskach, brzegach wód. Preferuje gleby kwaśne i wilgotne. W górach dochodzi po piętro subalpejskie. W klasyfikacji zbiorowisk roślinnych gatunek charakterystyczny dla Ass. Epilobio-Juncetum effusi. Kwitnie lipiec-sierpień. Roślina żywicielska motyla postojaka wiesiołkowca.

## Zmienność
Gatunek bardzo zmienny, tworzy liczne modyfikacje siedliskowe różniące się wzrostem, kształtem i ząbowaniem liści, obecnością rozmnóżek etc. Większość z nich nie ma większego znaczenia taksonomicznego. Często tworzy mieszańce z innymi gatunkami z rodzaju Epilobium: z Epilobium tetragonum (E. ×laschianum Hausskn.), Epilobium obscurum (E. ×schmidtianum Rostk.), Epilobium lamyi, Epilobium montanum, Epilobium parviflorum, Epilobium collinum.